# Kūkeneh
Kūkeneh (persiska: کوکنه) är en ort i Iran.   Den ligger i provinsen Gilan, i den nordvästra delen av landet, 220 km nordväst om huvudstaden Teheran. Kūkeneh ligger 148 meter över havet och antalet invånare är 773.
Terrängen runt Kūkeneh är kuperad söderut, men norrut är den platt.Runt Kūkeneh är det ganska tätbefolkat, med 111 invånare per kvadratkilometer. Närmaste större samhälle är Sangar, 17,0 km norr om Kūkeneh. I omgivningarna runt Kūkeneh växer i huvudsak blandskog.